# 코파데이타
코파데이타(COPA-DATA)는 1987년 BMW 엔지니어 토마스 푼젠베르거(Thomas Punzenberger)가 창립한 산업 자동화 소프트웨어 회사이다. 오스트리아 잘츠부르크에 본사를 두고 있으며 50개국 이상 자동차, 식음료, 에너지 및 제약 등 다양한 산업의 HMI/SCADA 분야에 시스템을 공급하고 있다.